# Cânone
Um cânone ou cânon é uma palavra originada do grego antigo: κανόνας, translit. kanónas, lit. 'regra', que designava uma vara utilizada como instrumento de medida. Um cânon normalmente se caracteriza como um conjunto de regras (ou, frequentemente, como um conjunto de modelos) sobre um determinado assunto. Está em geral ligado ao mundo das artes e da arquitetura, mas, igualmente das religiões, nomeadamente da Igreja Católica. A canonização é a sistematização deste conjunto de modelos.
A materialização do cânone, no campo das artes, pode se dar em produtos diversos, mas são comuns na história os tratados canônicos, contendo em geral desenhos com modelos estruturais a serem seguidos na tarefa compositiva, segundo uma determinada visão da arte. O homem vitruviano de Leonardo da Vinci, por exemplo, pode ser considerado um cânone das proporções clássicas do ser humano.
Fala-se também de um Cânone Literário do Ocidente (Harold Bloom), ou seja, uma lista de clássicos da literatura.
A Faculdade de Direito da Universidade de Coimbra teve durante muito tempo uma licenciatura em Cânones e outra em Leis. Neste caso, a palavra Cânone deve ser entendida em sentido jurídico, pois essas licenciaturas formavam juristas profissionais.